# Grigorij Leps
Grigorij Viktorovič Lepsveridze (in russo Григорий Викторович Лепсверидзе?, in georgiano გრიგორი ვიქტორის ძე ლეფსვერიძე?), meglio noto come Grigorij Leps, (in russo Григорий Лепс?; Soči, 16 luglio 1962) è un cantante e cantautore russo.
Dotato di una potente voce baritonale e di una forte presenza scenica.
Grigorij Leps ha registrato gli incassi più alti tra tutti i cantanti, in Russia nel 2013 con 15 milioni di dollari , 12 milioni di dollari nel 2014 , 12,2 milioni di dollari nel 2015  e 9 milioni di dollari nel 2016 .

## Biografia
Nato a Soči, nella Repubblica Socialista Federativa Sovietica Russa, da genitori di origini georgiane. Si diploma in percussioni e una volta terminato il servizio militare inizia a suonare e cantare per alcuni gruppi rock e lavora come cantante nei ristoranti.

### Anni 1990
Spinto da altri artisti, lascia Soči per trasferirsi a Mosca. Il successo sperato tarda ad arrivare e Leps continua ad esibirsi nei ristoranti, questo lo porterà ben presto verso l'alcolismo e l'abuso di droghe portandolo a pesare oltre 100 kg. Nonostante le avversità, nel 1994 riesce a realizzare e pubblicare l'album "Natali" (in russo Натали?), album di debutto, da cui viene estratto l'omonimo singolo che diventa nel giro di qualche mese un successo. Nel 1995, Leps venne ricoverato in ospedale per 6 mesi, vide per la prima volta il videoclip del brano "Natali" dal suo letto di ospedale. I medici gli dissero che proseguire con l'abuso di alcool e droghe l'avrebbe ucciso. Dimesso dall'ospedale ne uscì cambiato.
Nel 1997 pubblica il suo secondo album, Celaja Žizn' (in russo Целая Жизнь?), che contiene anch'esso delle hit.

### Anni 2000
Nel 2002 pubblica l'album На Струнах Дождя contenente il singolo Рюмка Водки На Столе che ottiene un ampio successo in Russia e diviene un brano ricorrente nei suoi concerti.

### Anni 2010
Nel 2012, insieme a Timati pubblica il singolo London (Лондон) contenuto nell'album Polnyj Vpered! (Полный Вперед!) che nel 2016 viene ripreso e tradotto in inglese da DJ Antoine come London in cui la parte vocale è interpretata dallo stesso Leps, che ne canta il ritornello in inglese, e Timati.

## Vita privata
È stato sposato con l'ex cantante lirica Svetlana Dubinskaja, la quale lasciò la carriere per accudire la loro unica figlia, Inga Lepsveridze, in arte Inga Leps, attrice, nata il 23 dicembre 1984. La coppia divorziò e Leps si risposò con la ballerina Anna Šaplykova conosciuta nel 2000, con la quale ha avuto due figlie, Eva (nata nel 2002) e Nikol' (nata nel 2007), e un figlio, Ivan (nato nel 2010).
Leps colleziona libri antichi e icone. E' appassionato di occhiali da sole e negli anni 2010 fonda la Leps Optika (in russo Лепс Оптика?), un suo brand per occhiali e orologi.
Inoltre possiede una catena di bar-ristoranti in Russia chiamata Leps bar (in russo Лепс бар?).

## Attività criminali
Nell'ottobre 2013, il Dipartimento del Tesoro degli Stati Uniti d'America ha messo Grigorij Leps in lista nera, per presunte connessione con gruppi criminali internazionali
. Venne accusato di essere uno spallone per la Brothers' Circle.